# خواب‌ماهی‌های خارصورت
خواب‌ماهی‌های خارصورت (نام علمی: Eleotris) نام یک سرده از تیره گاوماهیان خواب‌آلود است.